# کرنگ

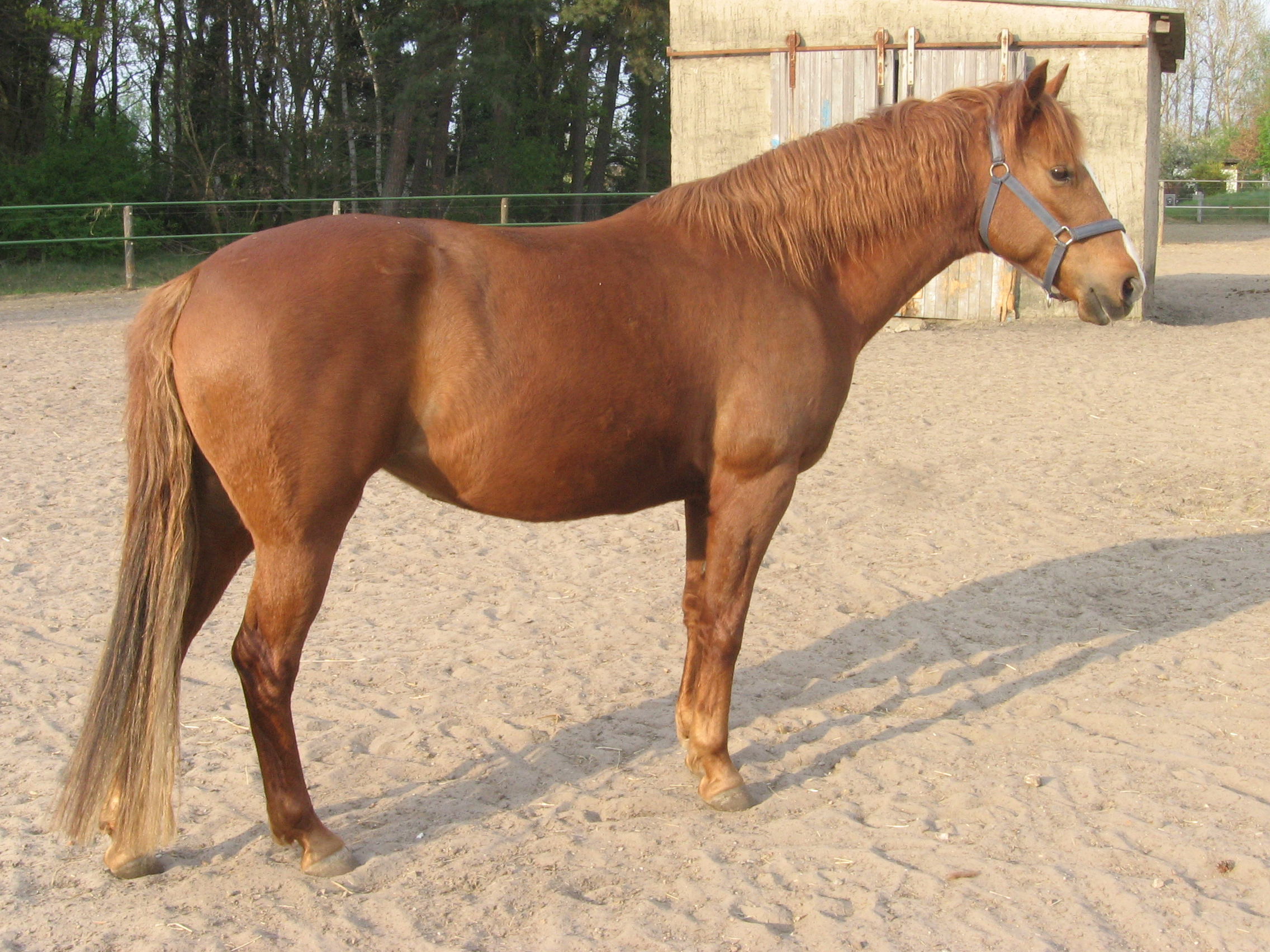
اسب کرنگ مسی

کُرَنگ به رنگ قهوه‌ای اسب گفته می‌شود. رنگ موی یال و دم اسب کرنگ هم‌رنگ بدنش است. از نظر ژنتیکی و ظاهری، نبودن هر گونه موی مشکی، رنگ کرنگ را به وجود می‌آورد. 
فرزند دو اسب کرنگ نیز به احتمال ۱۰۰٪ کرنگ خواهد شد.